# Zahi Hawass
Zahi Hawass (in arabo زاهي حواس‎?, Zāhī Ḥawās; Damietta, 28 maggio 1947) è un archeologo ed egittologo egiziano.
Segretario generale del Consiglio supremo delle antichità egizie, è noto anche per le sue numerose apparizioni divulgative in documentari sull'antica civiltà egizia.
Tramite analisi del DNA di alcune mummie egizie, ha ricostruito la genealogia di Tutankhamon e analizzando il corpo ha avvalorato l'ipotesi della morte accidentale del sovrano. Hawass ha inoltre identificato la mummia della regina Hatshepsut.

## Biografia
Nel 1967 si laurea in archeologia greca e romana all'Università di Alessandria d'Egitto. Nel 1980 consegue la specializzazione in egittologia all'Università del Cairo. Nel 1983 ottiene il master di archeologia egizia e siro-palestinese all'Università della Pennsylvania, a Filadelfia, negli Stati Uniti.
Nel 1987 ottiene la docenza in Egittologia all'Università della Pennsylvania. Dal 1969 è stato riconosciuto come uno dei massimi esperti di antichità egizie, nella sua veste di Ispettore delle antichità del Medio Egitto a Tuna el-Gebel e Mallawi.
Fino al 1975 è stato ispettore di numerose spedizioni archeologiche e di siti archeologici egizi, come nella spedizione italiana a Sikh Abada, Minya; del sito di Edfu-Esn; della spedizione Pennsylvania Yale ad Abido; del sito Western Delta ad Alessandria; del sito Embāba, Giza, al Cairo; del sito Abu Simbel; della spedizione Pennsylvania a Malkata, Luxor; Ispettore delle antichità per il Boston Museum delle Piramidi di Giza.
Fino al 1979 è stato primo Ispettore delle antichità, per le Piramidi di Giza, Embāba, e per l'Oasi di Bahariya. Nel 1980 è stato Ispettore capo per le Piramidi di Giza. Dal 1987 al 1997 è stato direttore generale delle piramidi di Giza, Saqqāra e dell'Oasi di Bahariya. Dal 1998 al 2002 è stato sottosegretario di Stato per i monumenti di Giza. Dal 2002 è segretario generale del Consiglio supremo delle antichità egizie.
Il 31 gennaio 2011 è stato nominato Ministro delle Antichità.

## Media
Fin dal 1987 è apparso in documentari televisivi, radiofonici e in testate giornalistiche internazionali (tra le quali Associated Press, Reuters, New York Times, Los Angeles Times), trattando temi divulgativi sulle piramidi e altri monumenti egizi. È apparso agli incontri della CNN sulle scoperte e la conservazione dei monumenti egizi. Ha curato nel 1992 l'edizione speciale Who Built the Pyramids? per il National Geographic.
Dal 1987 ha curato la parte scientifica di numerosi documentari sull'Antico Egitto come Nova per la BBC; il film The Mystery of the Pyramids con Omar Sharif. È apparso in Stargate - Linea di confine, Terzo pianeta, SuperQuark, Voyager, Atlantide - Storie di uomini e di mondi e Freedom - Oltre il confine.

## Prese di posizione

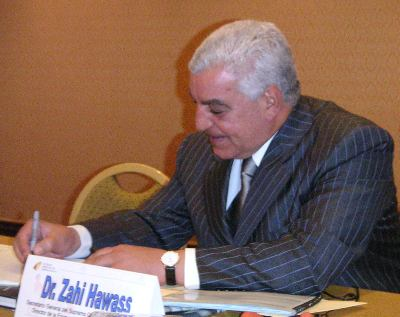
Zahi Hawass nell'agosto 2003 a Città del Messico.

Hawass attualmente è a capo di un movimento d'opinione per la restituzione di molti importanti manufatti egiziani antichi, come la Stele di Rosetta, dalle collezioni egizie nel mondo dove esse sono in consegna. Nel luglio del 2003, l'Egitto ha chiesto la restituzione della Stele di Rosetta. Hawass, in qualità di segretario generale del Consiglio supremo delle antichità egizie al Cairo, ha dichiarato alla stampa che "se gli inglesi vogliono essere ricordati, devono riabilitare la loro reputazione, offrendosi volontariamente di restituire la pietra, perché è l'icona della nostra identità egizia".
È più volte apparso in televisione per smentire le teorie pseudoscientifiche inerenti alla costruzione extraterrestre dei siti (teoria degli antichi astronauti).
Nel gennaio 2005 Hawass ha promosso la costituzione di una commissione di studio per indagare le cause di morte del faraone Tutankhamon, che si credeva morto in modo violento, per una ricalcificazione occipitale descritta e visibile in una radiografia del 1968, che deponeva per una morte lenta, nel giro di più di 30 giorni. Lo studio è stato condotto con tecniche non invasive sulla mummia per mezzo di una tomografia assiale computerizzata (CT SCAN o TAC), eseguita al Cairo, da una squadra di medici egiziani, un professore di medicina legale, un conferenziere in radiologia, un professore di anatomia, due professori di radiologia, sotto la supervisione di Hawass stesso. La mummia prelevata dal suo sito nella Valle dei Re, è stata trasportata a breve distanza su una apparecchiatura avanzata di esplorazione radiologica (TAC) alloggiata all'interno di un rimorchio, donata al consiglio supremo delle antichità dalla Siemens e dal National Geographic Magazine. Questa tomografia è servita anche per eseguire delle ricostruzioni computerizzate del volto, del cranio e del corpo di Tutankhamon. I risultati dello studio di 1.700 immagini, sono stati sottoposti a giudizio di due medici italiani e uno svizzero e resi noti l'8 marzo 2005 dallo stesso Hawass: "il leggendario re egiziano Tutankhamon morì di una gangrena fulminante, dopo una frattura esposta del femore sinistro, procurata il giorno precedente la sua morte". Escludendo la meningite fulminante da Neisseria e un'infezione streptococcica che conducono a morte in 3-5 giorni, così fulminante, resta soltanto una infezione tetanica.

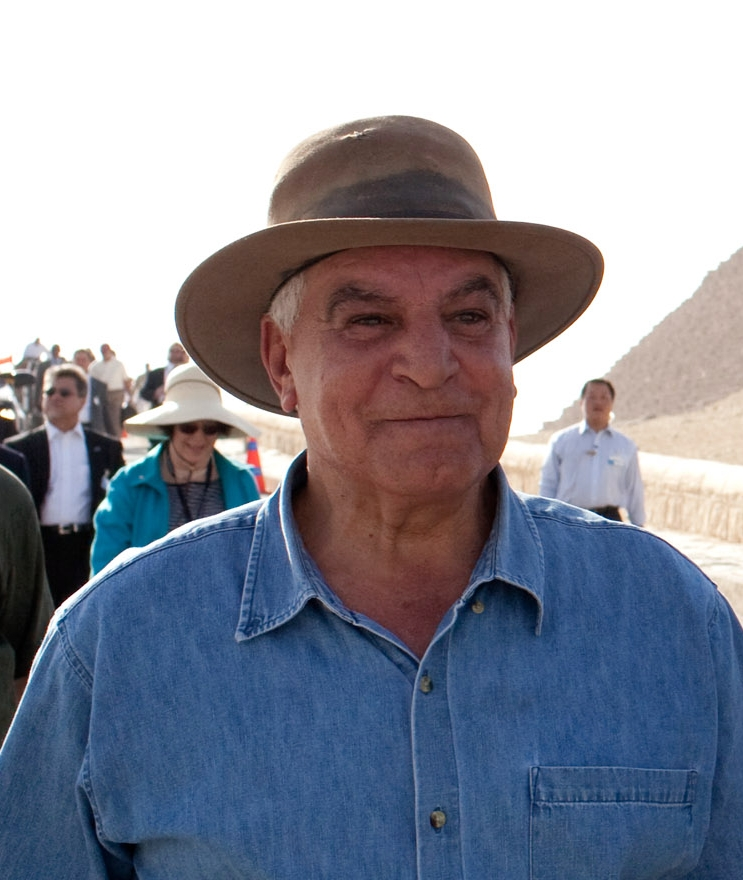
Zahi Hawass nel 2009.

Nel 2024 ha scoperto a Luxor Tempio a Valle, dedicato alla regina Hatshepsut.

## Critiche
Hawass è stato oggetto di critiche per la sua gestione delle antichità egiziane, ritenuta autocratica (che gli ha guadagnato il soprannome di "faraone" o di re dei faraoni), per la sua passione per le apparizioni in televisione e per i toni accesi con cui discute di egittologia. Durante le sue frequenti comparse nei documentari egli ama indossare un cappello assai simile a quello del famoso personaggio cinematografico Indiana Jones. Dal momento che è egli stesso a concedere personalmente o negare il permesso per le riprese nei siti archeologici, come pure per tutti gli scavi archeologici, quasi tutti i documentari sulle piramidi di Giza girati includono un'intervista a Hawass.

## Riconoscimenti
Nel 1980 è stato insegnante "Fulbright". Nel 1986 è stato insegnante all'Università della Pennsylvania. Nel 1998 è stato una delle tre persone scelte dalla Cairo Foreign Press Association per il premio The Pride of Egypt. Nel 1998, ha ricevuto il premio Egypt's Presidential Award: First Class in Arts and Science. Nel 2000, è stato nominato professore honoris causa come Appointed Adjunct Professor all'Università di Los Angeles. Il 28 ottobre 2000, ha ricevuto il Golden Plate Award, dall'American Academy of Achievement.

## Onorificenze

### Onorificenze egiziane
Cavaliere di gran croce dell'Ordine al merito (Egitto)

### Onorificenze straniere

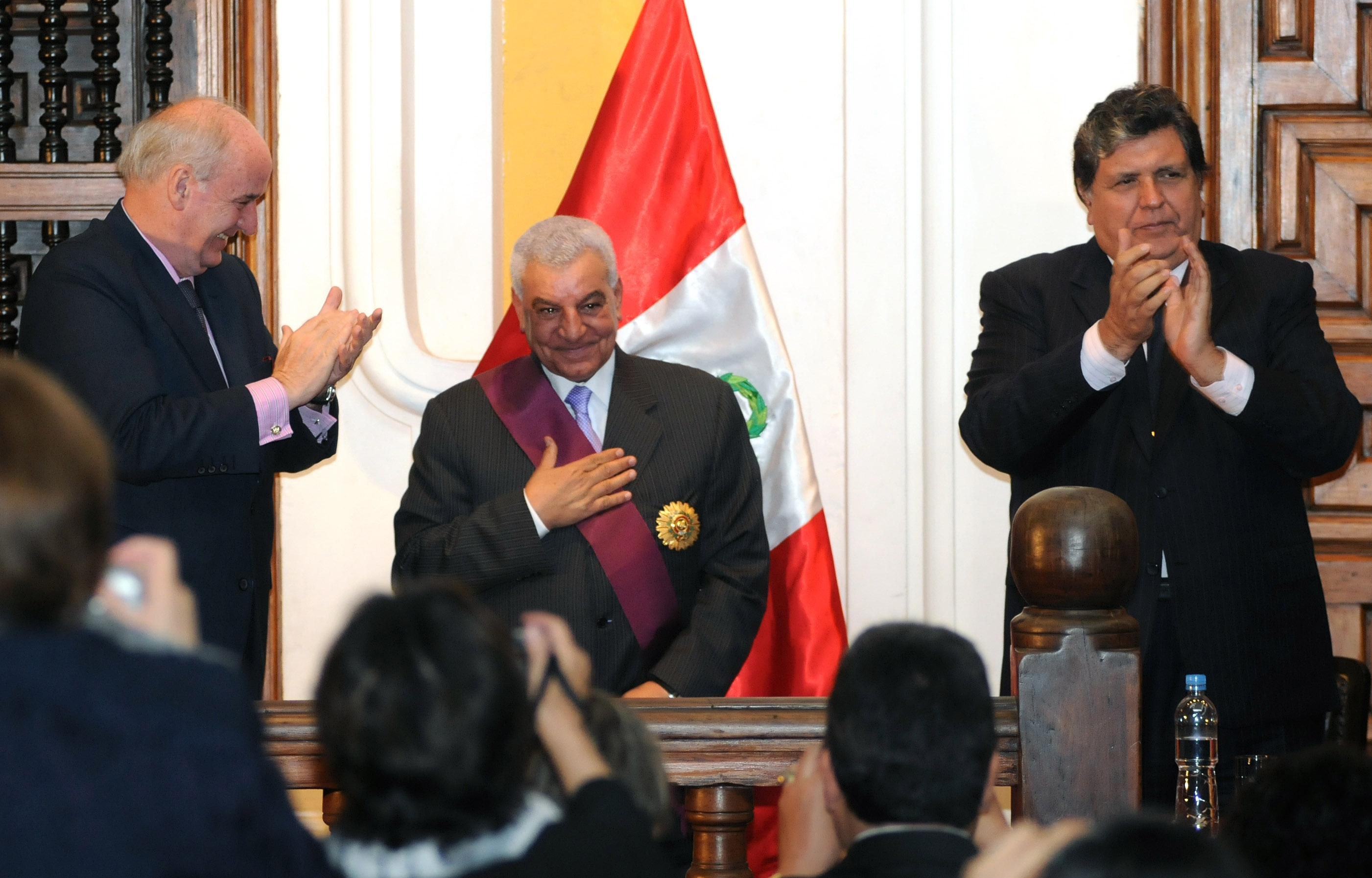
Il presidente peruviano Alan García Pérez decora Zahi Hawass con le insegne di Gran Croce dell'Ordine del Sole del Perù (Lima, 4 luglio 2011).

### Altre onorificenze
- Targa d'Onore della Facoltà di Economia e Scienze Politiche del Cairo (2022)
- Medaglia d'oro del Ministero della Cultura dell'Arabia Saudita (2018)
- Medaglia d'onore della Repubblica del Kosovo (2018)
- Medaglia d'oro della Accademia brasiliana delle lettere (2018)
- Medaglia d'oro della Università Carolina (2015)
- Medaglia d'oro della American Academy of Achievement (2002)
- Medaglia d'argento dell'Accademia russa di scienze naturali (2001)